# Bildungshaus Carl Ritter

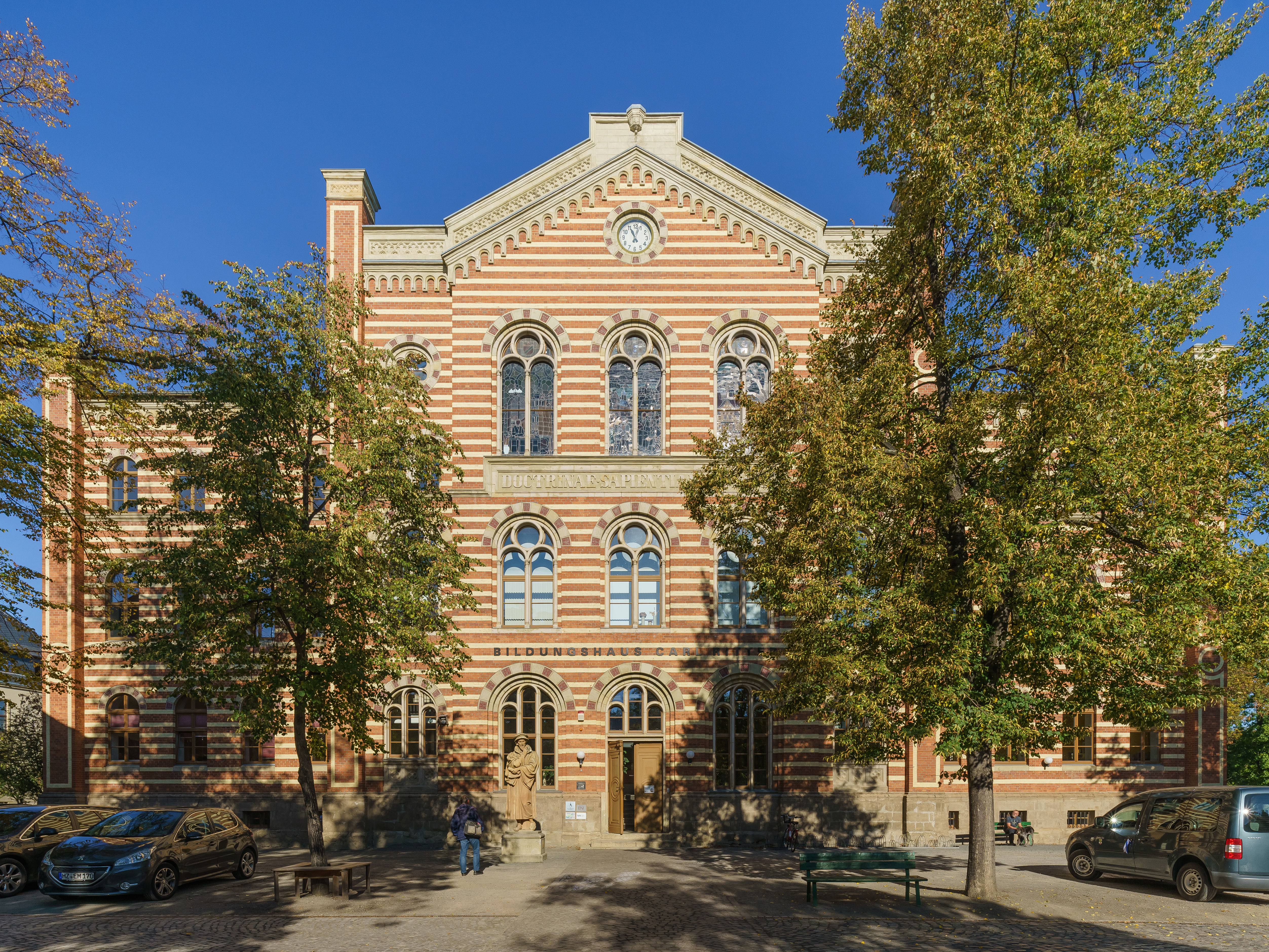
Bildungshaus Carl Ritter

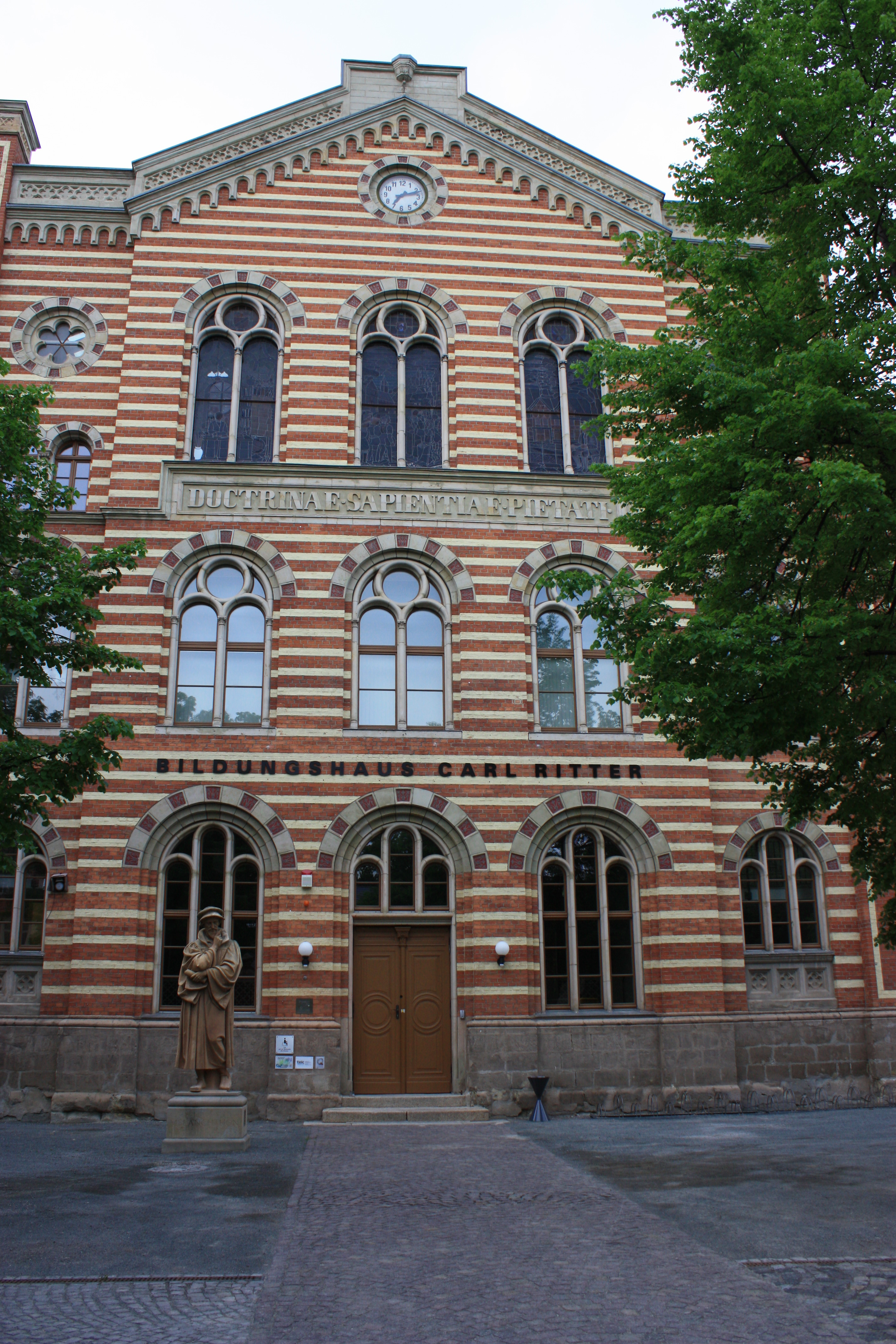
Mittelteil der Fassade, links im Bild die Melanchton-Statue

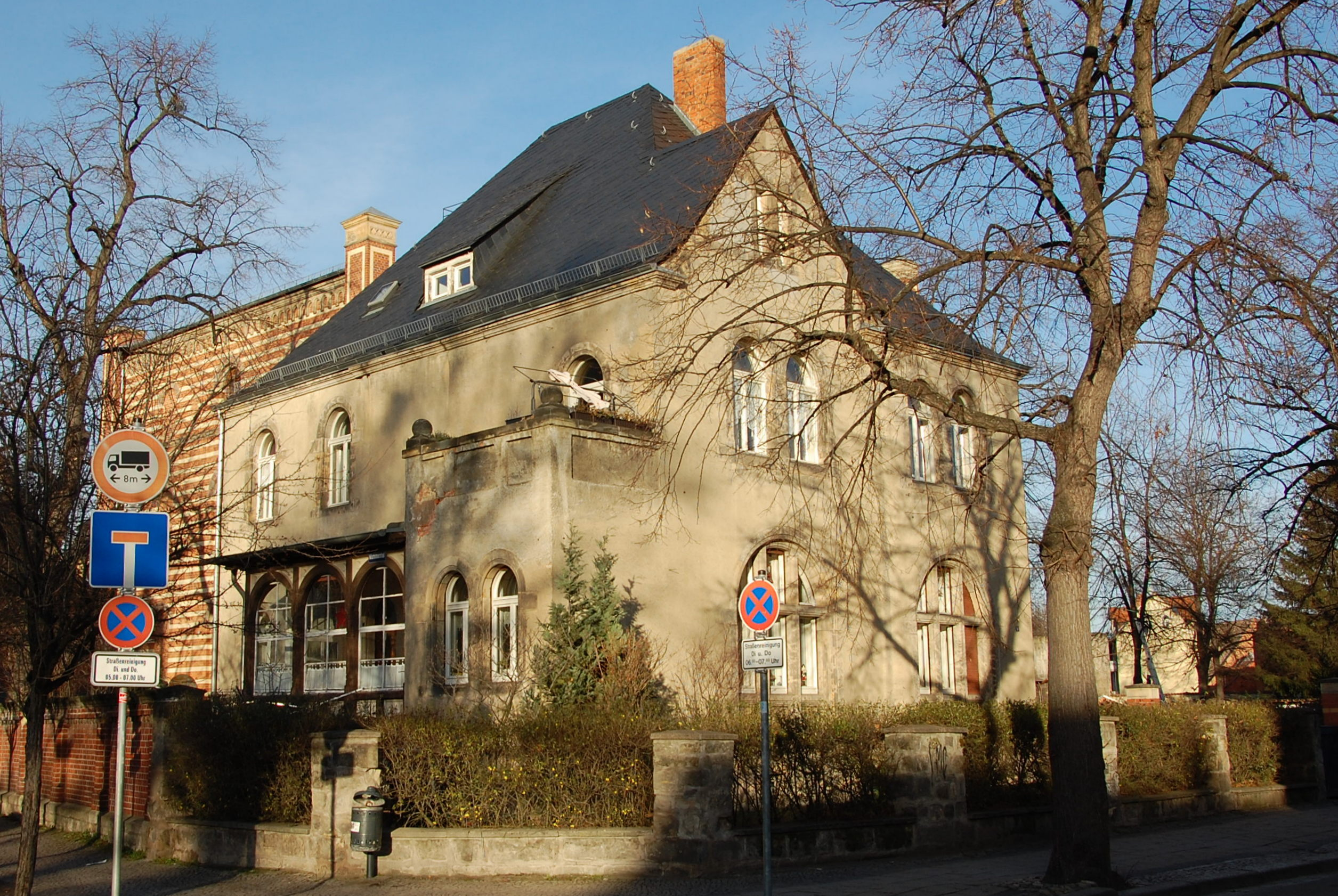
Verwalterhaus

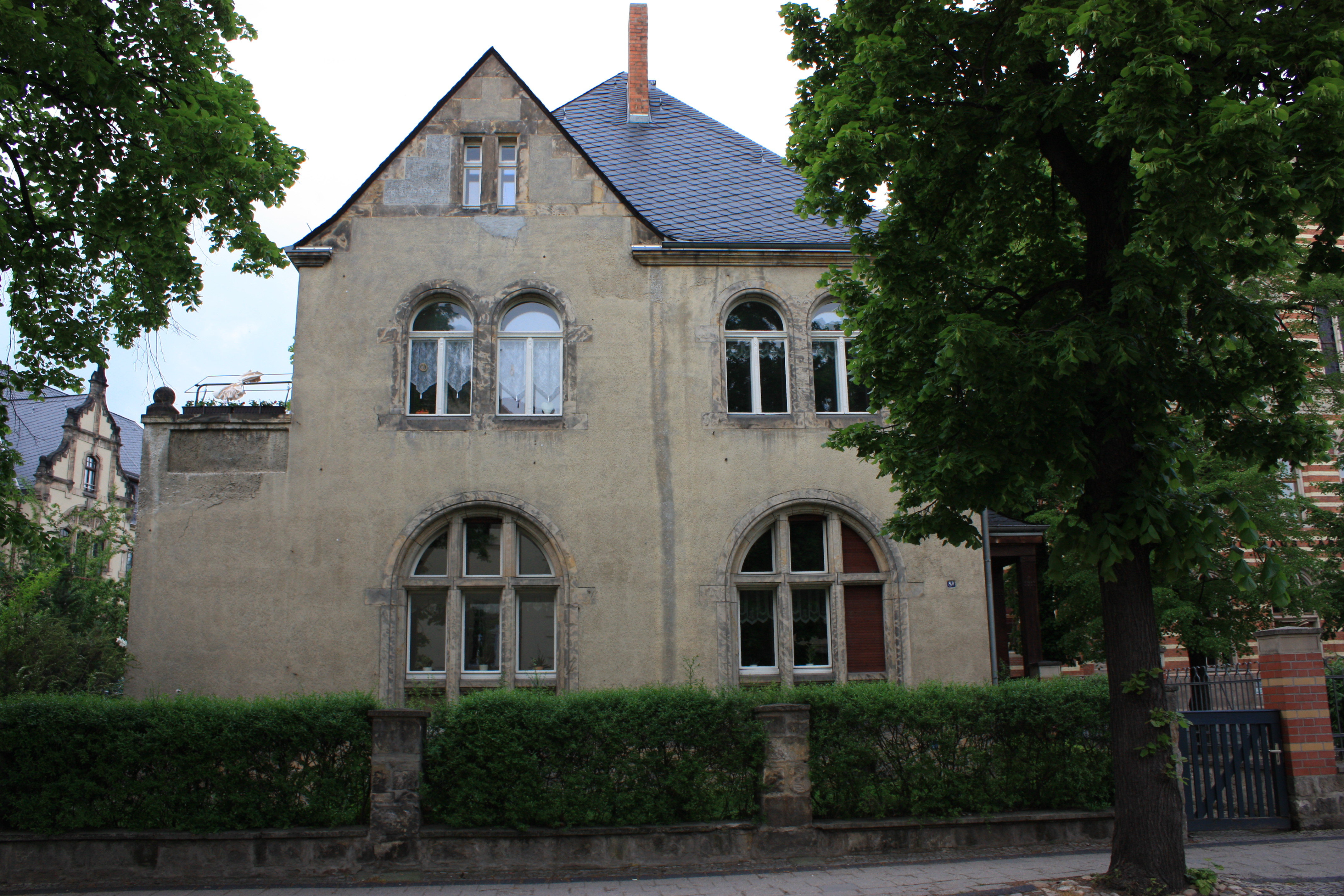
Vorderfront Verwaltergebäude

Das Bildungshaus Carl Ritter ist ein denkmalgeschütztes Gebäude in der Stadt Quedlinburg in Sachsen-Anhalt.

## Lage
Es befindet sich an der Adresse Heiligegeiststraße 8, 8a an der Ecke zur Straße Mummental, im südlichen Teil der Quedlinburger Innenstadt und ist im Quedlinburger Denkmalverzeichnis als Schule eingetragen.

## Einrichtung
Das Bildungshaus ist Sitz der Kreisbibliothek Quedlinburg, der Kreismusikschule Harz, Bereich Quedlinburg und der Kreisvolkshochschule Harz GmbH. Benannt ist es nach dem in Quedlinburg geborenen Geographen Carl Ritter.

## Architektur
Der heutige Bau entstand in den Jahren 1860 bis 1862 im Rundbogenstil. Das dreigeschossige Gebäude weist Formen der oberitalienischen Romanik auf. Prägend für das Erscheinungsbild des Gebäudes ist die horizontal verlaufende, helle Bänderung der roten aus Backstein gemauerten Fassade. Die Mitte der Vorderfront wird durch einen fünfachsigen Mittelrisalit mit hochaufragender Schaufassade betont. Zu beiden Seiten des Risalits erstrecken sich jeweils vierachsige Gebäudeteile.
Ursprünglich thronte über der Mittelachse eine Philipp Melanchthon darstellende Statue. Die Statue war zunächst aus Terrakotta gefertigt. Sie galt dann als zu schwer und wurde 1912 aus Kupferblech nachgebildet. Diese Figur ist nicht mehr vorhanden und wurde möglicherweise während des Zweiten Weltkriegs eingeschmolzen. Die Terrakottafigur befand sich noch bis Juni 1913 auf dem Schulhof und wurde dann in der Segenshalle der Sankt-Nikolai-Kirche aufgestellt. Bei der Neugestaltung des Kircheninnenraums im Jahr 1967 wurde die Figur entfernt und auf dem Hof der Kirche vergraben. 1994 wurde sie im Rahmen eines Projekts der Carl-Ritter-Schule geborgen und der Kopf auf einem Sockel in der Aula ausgestellt. Am 31. Oktober 2008 wurde die restaurierte Figur dann wieder auf dem Schulhof aufgestellt.
Eine lateinische Inschrift auf der straßenseitigen Fassade ("DOCTRINAE · SAPIENTIAE · PIETATI") widmet den Bau „der Gelehrsamkeit · der Weisheit · der Ehrfurcht/Frömmigkeit.“
Zum Gebäudekomplex gehört auch das südlich befindliche Haus des Verwalters sowie eine Turnhalle.
Durch eine Stiftung von Fritz von Dippe wurden in der Zeit um 1900 für die Aula bleiverglaste Fenster angeschafft. Die Fenster wurden durch die Glasmalereianstalt Ferdinand Müller geschaffen. Das linke Fenster zeigte Platon, der zu seinen Schülern in Athen spricht. Im mittleren Fenster fand sich eine Darstellung der Äbtissin Anna die 1540 die Stiftungsurkunde des Gymnasiums an Melanchthon gibt. Das rechte Fenster zeigte schließlich eine Huldigung Quedlinburger Gymnasiasten für Kaiser Wilhelm I. vor dem Kyffhäuserdenkmal. Am Ende des Zweiten Weltkriegs wurden die Fenster, vermutlich durch Granatsplitter und politische motivierte gezielte Zerstörung vernichtet. 1951 wurden die Fenster als einfache Bleiverglasung wiederhergestellt. Dabei wurden drei Wappen dargestellt. Im linken Fenster das des Stifts Quedlinburg, in der Mitte der Stadt Quedlinburg und rechts des Landes Sachsen-Anhalt. Von 1994 bis 1996 wurden die Fenster dann durch die Glaswerkstatt Schneemelcher neugestaltet. Während das mittlere Fenster 1992 nach der Originalvorlage mit der Abbildung Melanchtons hergestellt wurde, zeigt das 1994 geschaffene linke Fenster Friedrich Gottlieb Klopstock und das 1993 entstandene rechte Fenster Carl Ritter.

## Geschichte
Das Gebäude entstand als Schulbau für ein Gymnasium und wurde am 1. Mai 1862 eingeweiht. Zuvor befand sich das Gymnasium auf dem Areal der heutigen Bosseschule im dortigen Franziskanerkloster. Das Gymnasium war 1540 gegründet worden, wobei Philipp Melanchthon einen Anteil an der Gründung hatte und eine Vereinbarung mit der Äbtissin Anna II. und dem Magistrat Quedlinburgs bestand. Hieran erinnert eine über dem in der Eingangshalle befindlichen Brunnen angebrachte lateinische Inschrift:
Quedlinburger Schulen im Jahre 1540 von Äbtissin Anna im freiweltlichen Stift

konstituiert nachdem weitere drei Jahrhunderte am gleichen Standort verblieben in

diesen neuen Häusern vorausschauend eröffnet unter der erhabenen Regierung

Friedrich Wilhelm IV. ausgerichtet übergeben im Jahre 1862
Die Schule wurde bis 1918 als Königliches Gymnasium betrieben und dann als Staatliches Gymnasium fortgeführt. In den 1930er Jahren erfolgte eine Umbenennung zum König-Heinrich-Gymnasium. Von etwa 1944 bis 1946 befand sich im Haus ein Lazarett, 1947 konnte wieder der Schulbetrieb aufgenommen werden. Neben einigen herauswachsenden Gymnasialklassen wurde die Schule nun als Gemeinschaftsschule betrieben. Konzeptionell handelte es sich um eine Versuchsschule nach dem Jenaer Vorbild von Peter Petersen, initiiert durch Werner Schackert, der bei Petersen studiert hatte und die Schule bis 1979 leitete. Von 1950 bis 1960 führte die Gemeinschaftsschule die Klassenstufen eins bis acht, sodann auch die Klassen neun und zehn. 1962 erfolgte die Umwandlung zur zehnklassigen Polytechnischen Oberschule, die 1976 als Otto-Grotewohl-Oberschule benannt wurde. 1990 erhielt die Schule den Namen Carl-Ritter-Schule. Bis 1991 war die Schule noch zehnklassig, dann erfolgte eine Umwandlung zur Sekundarschule mit den Klassenstufen fünf bis zehn.
Im Rahmen einer Schulreform im Landkreis Quedlinburg wurde das Gebäude im Jahr 2004 als Schulstandort aufgegeben. Es wurde dann zum gemeinsamen Standort von Volkshochschule, Musikschule und Bibliothek umgebaut. Der Umbau erfolgte ab Ende 2008 und war am 7. Mai 2011 abgeschlossen.
Im Erdgeschoss entstand eine große Fläche für die Bibliothek. Um weitere Möglichkeiten für den Unterricht zu schaffen, wurden Räume geteilt. Die im Haus befindlichen Treppenhäuser genügten nicht mehr den Brandschutzbestimmungen und wurden 2009 abgerissen. Die Treppen wurden neu errichtet, wodurch auch eine unbeeinträchtigte Nutzung der Aula ermöglicht wurde. Das Haus erhielt neue Fenster, die von Musikschule und Volkshochschule genutzten Gebäudeteile wurden vollständig saniert. Auf der Rückseite schuf man einen barrierefreien Zugang. Darüber hinaus entstand auch ein Fahrstuhl und neue Toilettenanlagen.
Das Konzept für die Einrichtung wurde vom Dachverein Bildungshaus Carl Ritter e. V., in dem die Fördervereine der drei Bildungseinrichtungen, der Landkreis Harz, die Stadt Quedlinburg und Privatpersonen Mitglied sind, erarbeitet. Die Hochschule Harz erstellte für das Vorhaben ein Marketingkonzept, der Kreistag stellte per Beschluss das Gebäude zur zeitlich unbegrenzten Nutzung zur Verfügung. Für die Umbauten wurden Fördermittel der Ostdeutschen Sparkassenstiftung, der Europäischen Union und der Bundesrepublik Deutschland genutzt. Weitere Mittel stammten von der Stadt Quedlinburg, dem Landkreis Harz und von Privatleuten.